# Conventicle Act 1664
Il Conventicle Act del 1664 è stata una legge del Parlamento inglese emanata con lo scopo di proibire la formazione di conventicole, ovvero di riunioni o assemblee a sfondo religioso composte da più di cinque persone e aventi per argomento professioni di fede al di fuori della chiesa anglicana. 

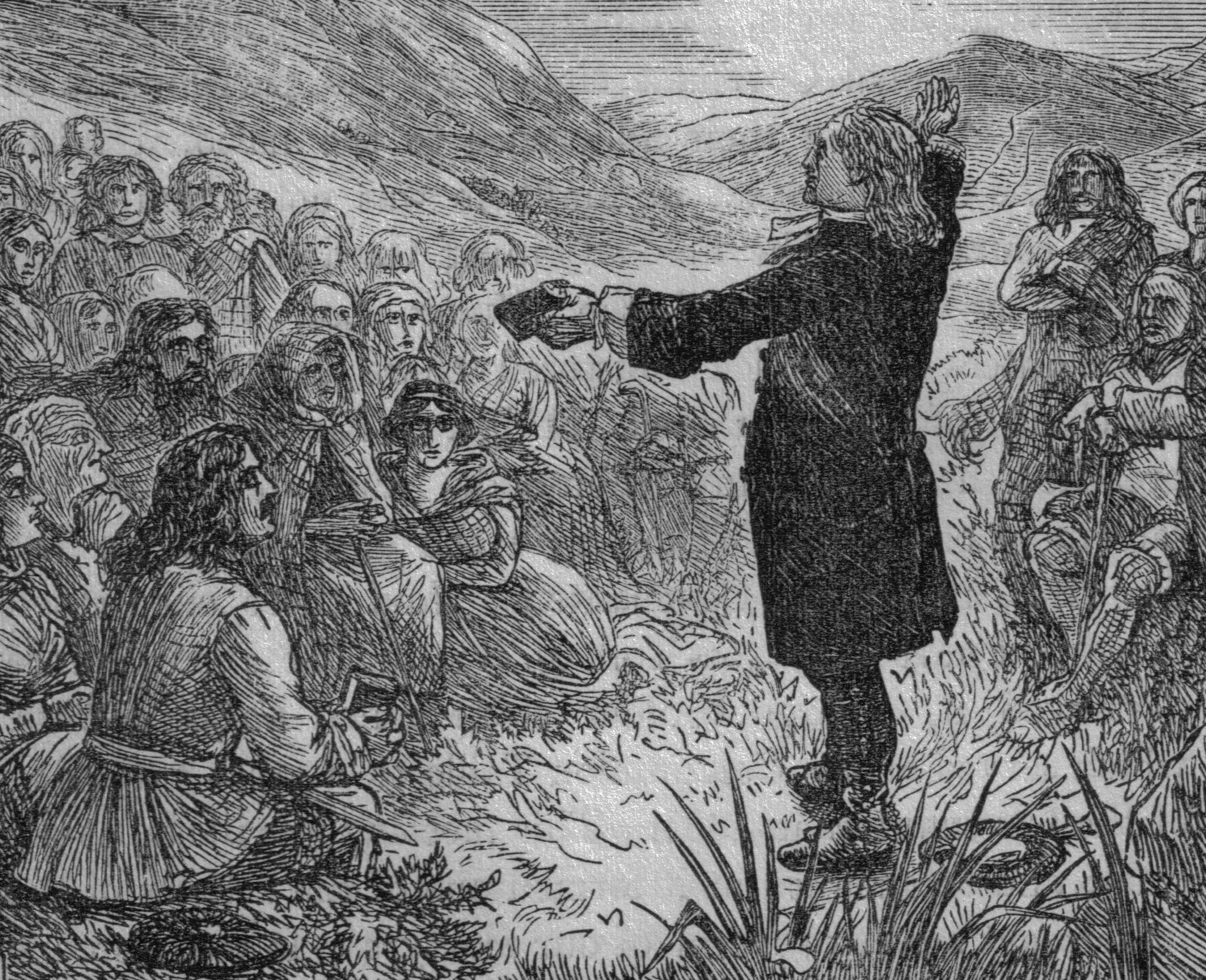
Stampa del 1885 raffigurante una riunione di covenanters di Roger Griffith

Esso è considerato parte del cosiddetto Clarendon Code, ovvero quella parte della legislazione anglosassone organizzata per volere del Conte Edward Hyde, I conte di Clarendon, che cercò tramite diversi interventi legislativi di rafforzare il ruolo della religione di Stato a scapito delle altre religioni non riconosciute.

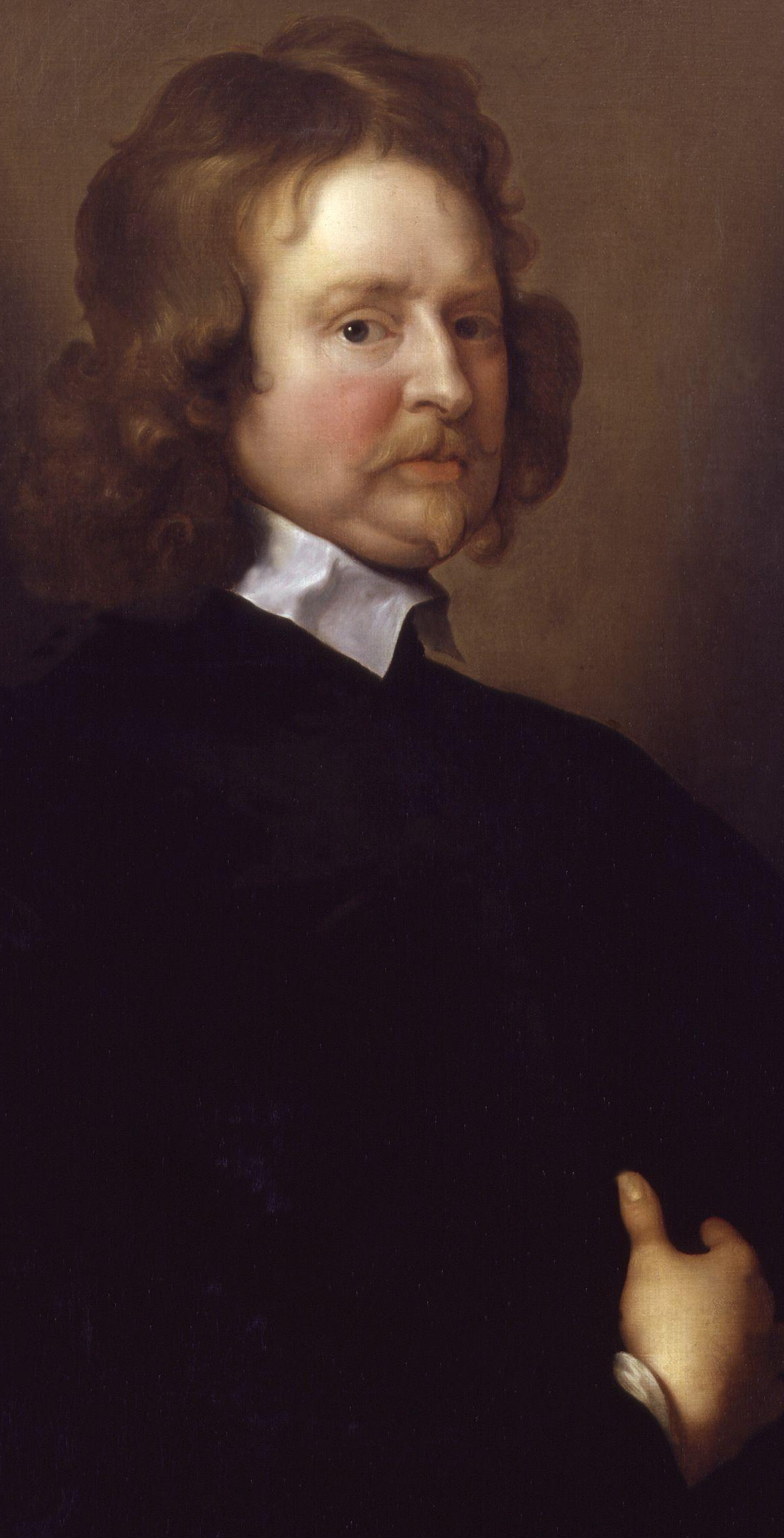
Ritratto del Conte di Clarendon dipinto da Adriaen Hanneman e conservato al National Portrait Gallery di Londra.

La prima e più immediata conseguenza di questa norma fu la manifestazione di protesta di tutti i religiosi dissidenti che iniziarono a disertare pubblicamente le loro nuove parrocchie ufficialmente riconosciute, per seguire i sermoni e le celebrazioni dei loro vecchi sacerdoti in luoghi all'aperto. 
La condanna prevista per chiunque venisse trovato in riunioni religiose non consentite era la prigione per tre mesi, o il pagamento di cinque pounds. La pena veniva raddoppiata la seconda volta, mentre alla terza condanna era prevista la deportazione oltreoceano e il pagamento di cento pounds.